# Gustavo Rojas Pinilla International Airport
Gustavo Rojas Pinilla International Airport är en flygplats i Colombia.   Den ligger i departementet San Andrés och Providencia, i den nordvästra delen av landet, 1 200 km nordväst om huvudstaden Bogotá. Gustavo Rojas Pinilla International Airport ligger 5 meter över havet. Den ligger på ön Isla de San Andrés.
Terrängen runt Gustavo Rojas Pinilla International Airport är platt. Havet är nära Gustavo Rojas Pinilla International Airport norrut.  Närmaste större samhälle är San Andrés, 1,2 km öster om Gustavo Rojas Pinilla International Airport. 